# يوسيب كراش

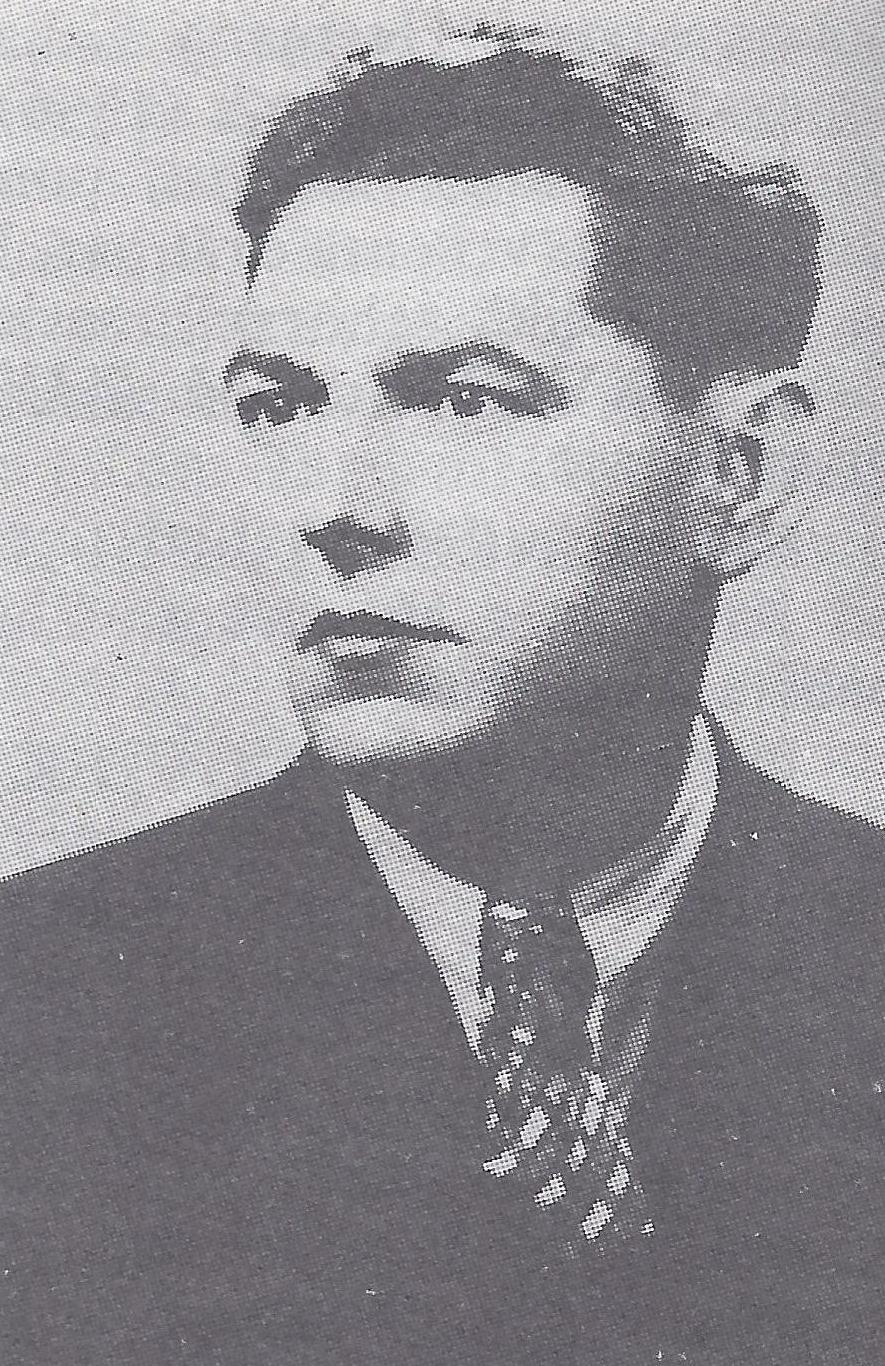
يوسيب كراش

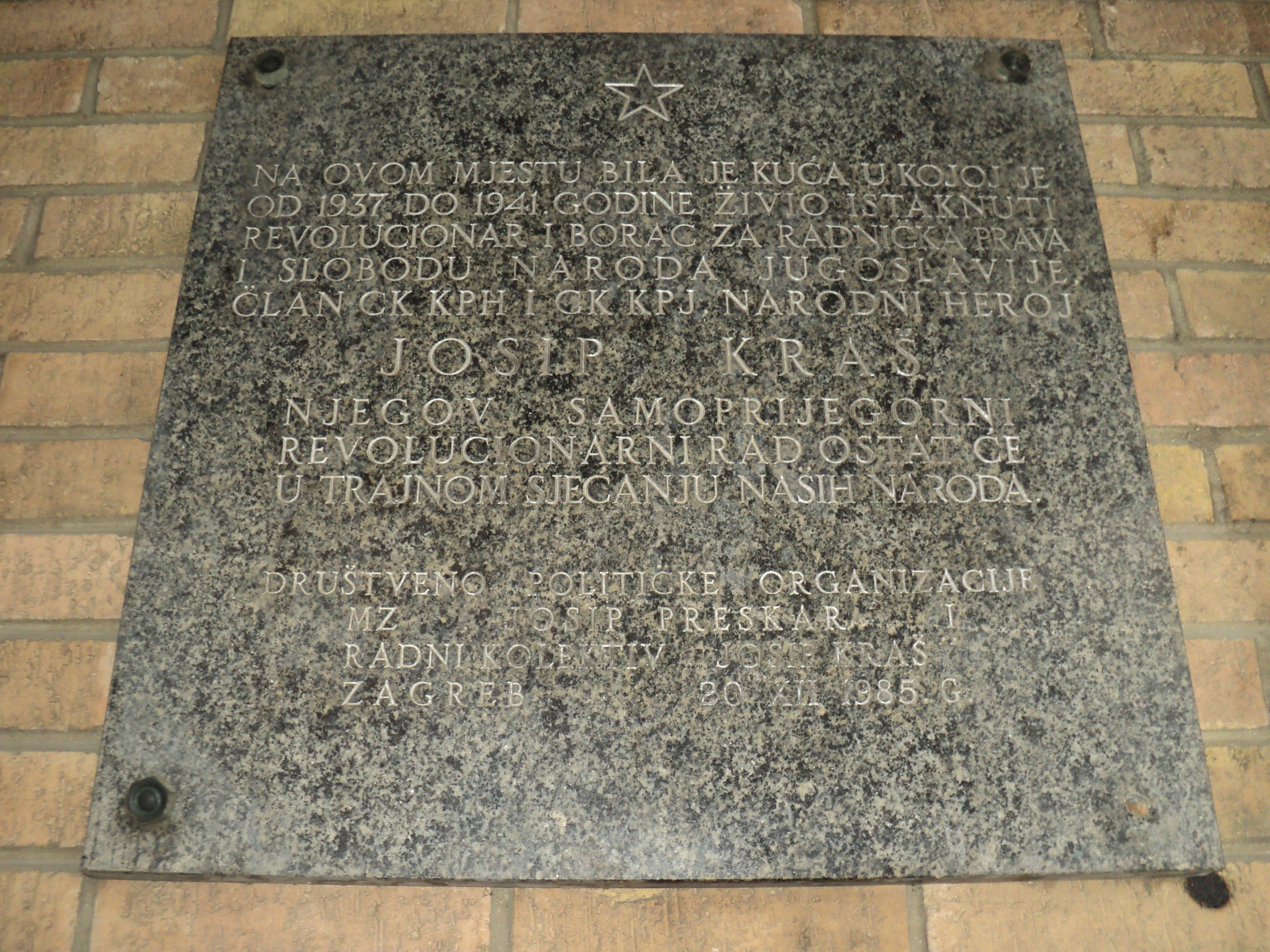
نصب تذكاري على منزل كراش في كرواتيا

يوسيب كراش (26 اذار\مارس 1900 – 1941) شيوعيا كرواتيا وحزبيا توفي في الحرب العالمية الثانية وأعلن بطلا شعبيا ليوغسلافيا.

## نبذة
ولد كراش في قرية فوغلوفاتس (بالقرب من ايفانيك و ليبوغلافا) إلى عائله فقيره من عمال المناجم. وانضم إلى حركه العمال بعد الحرب العالمية الاولى وأصبح ناشطا نقابيا.
في ال1929 ، وبعد إعلان دكتاتوريه 6 كانون الثاني/يناير في مملكه يوغوسلافيا ، حكمت عليه محكمه الدولة في بلغراد بالسجن لمده خمس سنوات ، وعمل في سجن سريمسكا ميتروفيتشا. وبعد خروجه من السجن ، أرغم علي العودة إلى الوطن في ايفانيتس ، وساعد في تنظيم إضرابات العاملين في المناجم من 1936 و 1937 ، مما ادي إلى ارتفاع المرتبات وتحسين ظروف العمل للعاملين في المنطقة.

## إعتقاله
وبسبب عمله السياسي ، سجن إحدى عشره مره تصل إلى 1940 ، وبعد ذلك عندما غزت ألمانيا النازية يوغوسلافيا في 1941 ،تطوع في جيش البارتيزان. وتوفي في نفس العام في كارلوفاتس ،كان عمره حوالي 40 سنه.

## تكريمه
وباعتباره كاحد المنظمين الأوائل للوحدات الحزبية في المنطقة,بعد وفاته حصل علي لقب بطل الشعب ، وبلديه ايفانيك جعلت منزله في فوغولوفاتس متحف تذكاري في 1965 العام. وسمي مصنع الحلويات والشوكولا كراش في زغرب تيمنا به.